# Бирлик (Джалал-Абадская область)
Бирлик (кирг. Бирлик) — село в Токтогульском районе Джалал-Абадской области Кыргызстана. Административный центр Сары-Камышского айылного аймака.

## География
Село расположено в восточной части области, на берегах реки Сарыкамыш, на расстоянии приблизительно 79 километров (по прямой) к востоко-юго-востоку от города Токтогула, административного центра района. Абсолютная высота — 1720 метров над уровнем моря.

## Население
Согласно оценочным данным Национального статистического комитета Кыргызской Республики, численность населения села на начало 2023 года составляла 891 человек.
| год     | 2009 | 2014 | 2015 | 2020 | 2021 | 2023 |
| ------- | ---- | ---- | ---- | ---- | ---- | ---- |
| человек | 665  | 829  | 772  | 913  | 908  | 891  |